# Mesochorus oblitus
Mesochorus oblitus là một loài tò vò trong họ Ichneumonidae.